# Inibitore non competitivo

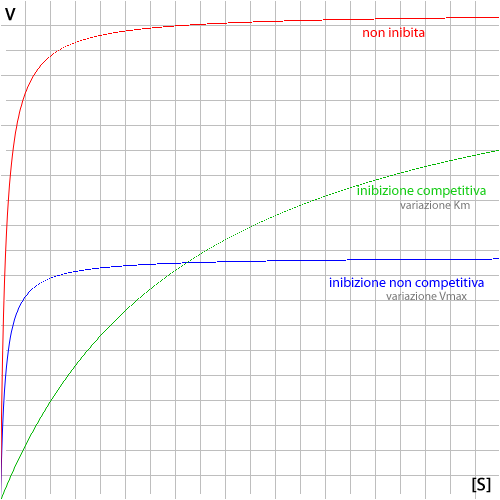
Confronto tra cinetica enzimatica ordinaria, con inibizione competitiva e con inibizione non competitiva.

Un inibitore non competitivo è un inibitore enzimatico che segue un meccanismo di inibizione non competitiva, ovvero è capace di legare sia l'enzima, sia il complesso enzima-substrato.

## Meccanismo
Gli inibitori non competitivi sono in grado di legare sia il sito attivo, sia siti differenti dal sito attivo. Essi sono dunque in grado di legare l'enzima libero o in configurazione ES (Enzima-Substrato). Sono un particolare tipo di inibitore misto. Il loro legame all'enzima genera un cambiamento conformazionale dell'enzima stesso, che può avere come conseguenza l'inibizione del legame tra enzima e substrato. Non essendoci dunque competizione tra inibitore e substrato, l'importanza dell'inibizione dipende esclusivamente dalla concentrazione dell'inibitore stesso.
L'inibitore causa una diminuzione della Vmax ma non modifica la km.